# Trépan

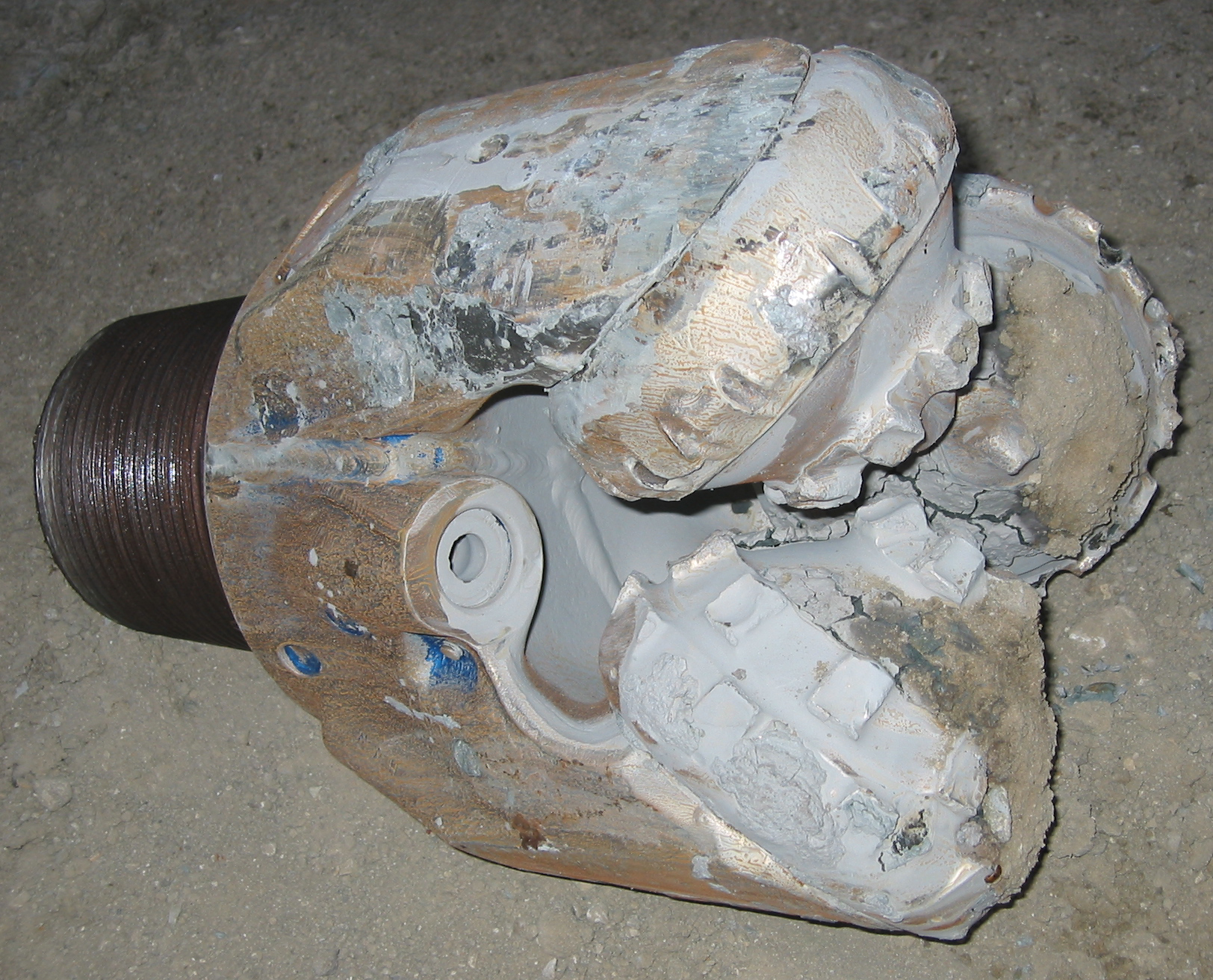
Un trépan usé

Un trépan (terme issu du grec trupaô : « je perce ») est un outil de forage rotatif, aujourd’hui spécialement utilisé dans l'industrie pétrolière et dans les travaux publics. 

## Industrie pétrolière
Il a la forme d'un cône unique en acier spécial très dur ou de trois cônes imbriqués ensemble. La surface inférieure de ces cônes, au début de son invention, est incrustée de poussière de diamant, ce qui permet de casser les roches les plus dures quand on fait le forage. En forant, ces cônes tournent, cassent les roches qu'elles traversent et s'enfoncent petit à petit dans le sous-sol.
Cet outil est utilisé aussi bien pour des forages verticaux que des forages horizontaux.
En France, le terme de trépan est peu utilisé, on utilise le mot « tricône ». Le tricône est un des outils de prédilection pour le forage rotary dans les roches tendres ou de dureté moyenne comme le calcaire ou la craie (reconnaissances de sol, fondations, puits...). 
Le père du milliardaire Howard Hughes déposa les premiers brevets du trépan à cônes, origine de la fortune familiale.

## Dans le domaine destravaux publicsetfondations

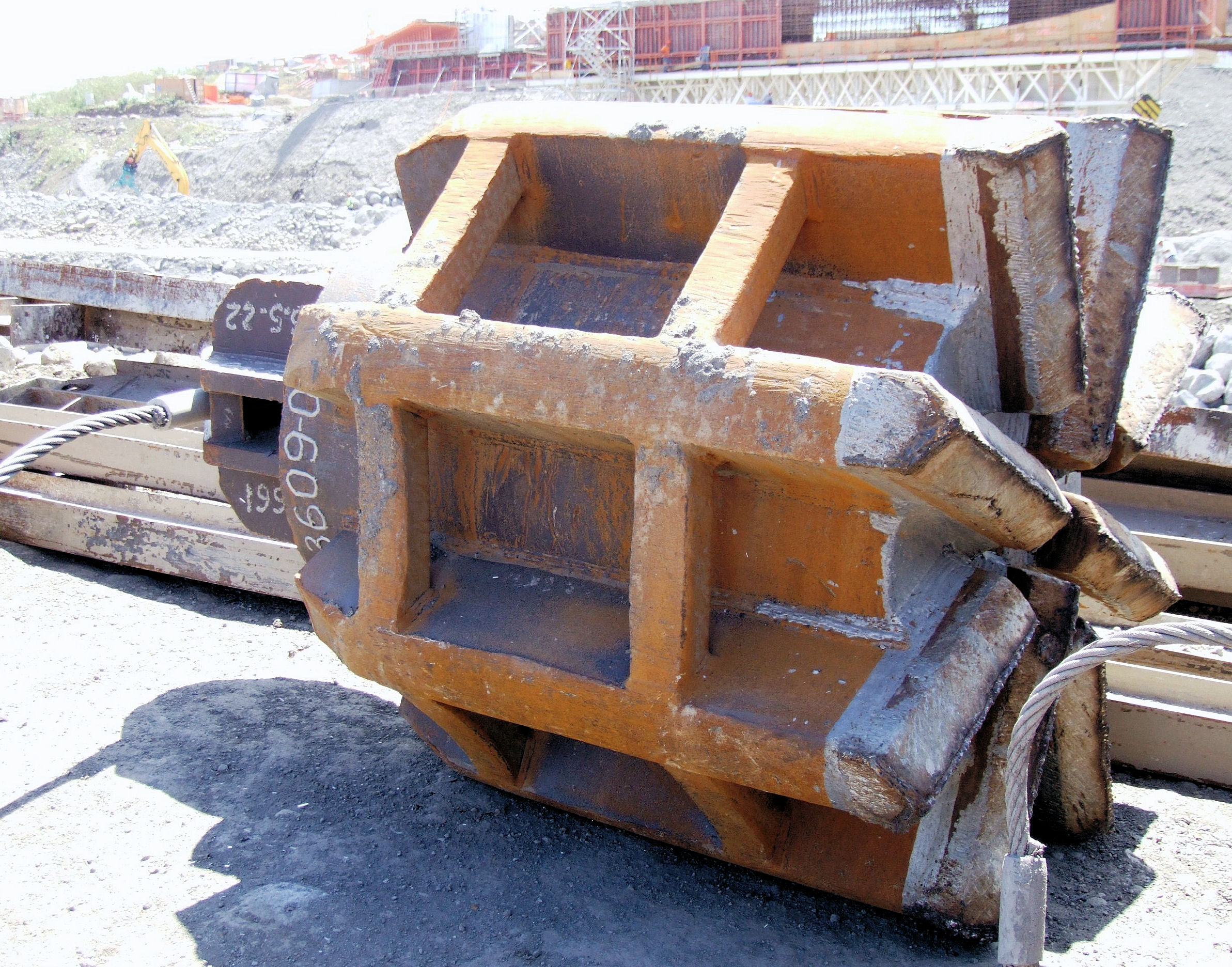
Trépan utilisé pour percer une couche dure

Dans ces secteurs techniques, le terme de trépan désigne  une pièce métallique lourde (5 à 15 tonnes), qu'on fait tomber sur des roches résistantes pour les briser (trépaner).
Les trépans sont des outils servant à passer les couches dures pendant la réalisation des fondations profondes de type pieux. Les couches dures sont brisées par le choc que fait le trépan en tombant (voir ci-contre).

## Ensculptureet travail de la pierre et du bois
Depuis l'antiquité, le trépan est une sorte de foret actionné à la main au moyen d’un archet, utilisé par certains sculpteurs pour accentuer les reliefs de l'objet travaillé. Il a notamment et surtout été utilisé dans le travail des sarcophages, des chapiteaux, des panneaux des arcs de triomphe, des sculptures ornementales, etc..
Depuis au moins le Moyen Âge, c'est un outil utilisé pour perforer le bois.

## En chirurgie
Le trépan est un instrument par lequel on perce les os, en particulier la boîte crânienne (trépanation).

### Galerie illustrative

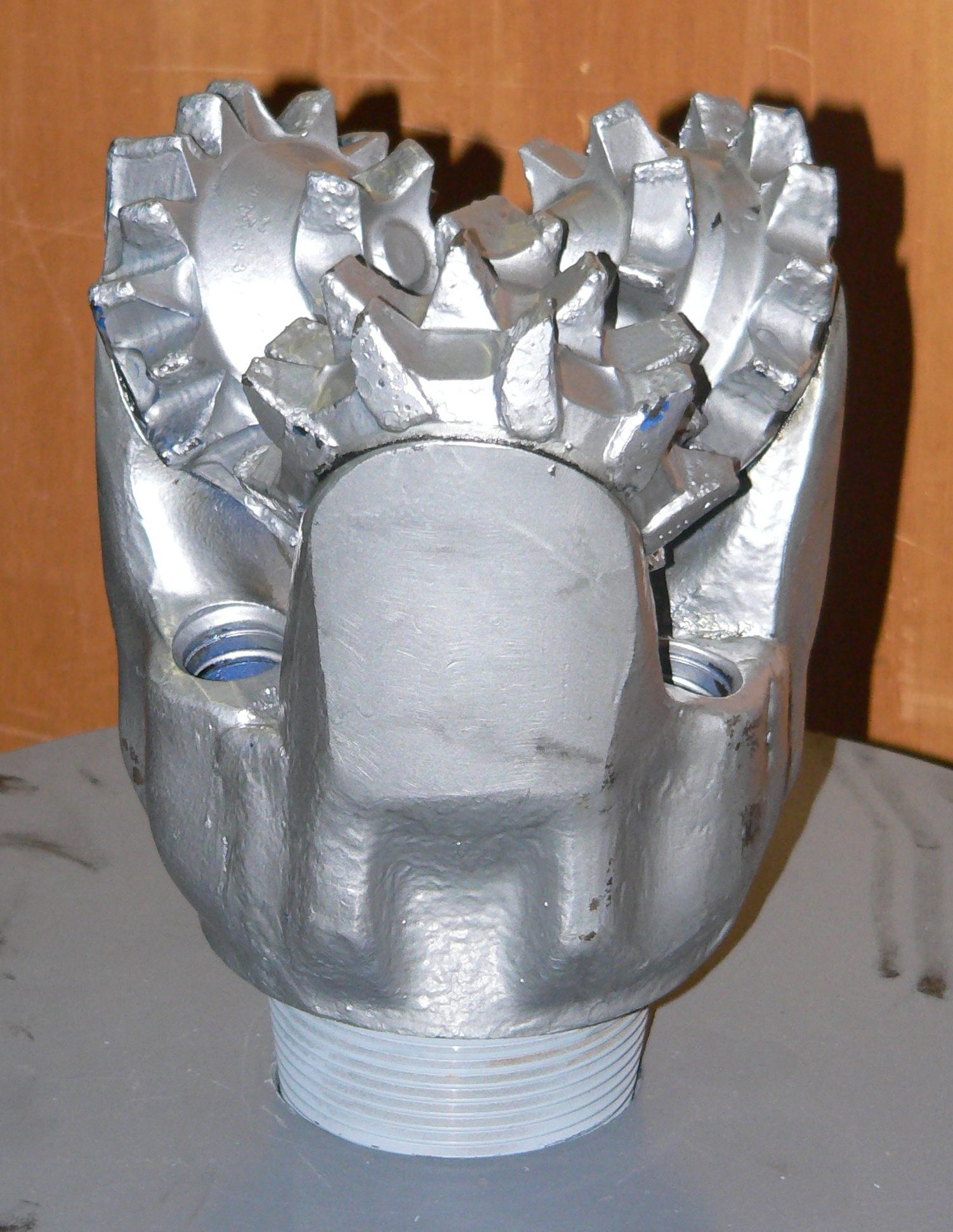
Trépan tri-cône typique, neuf
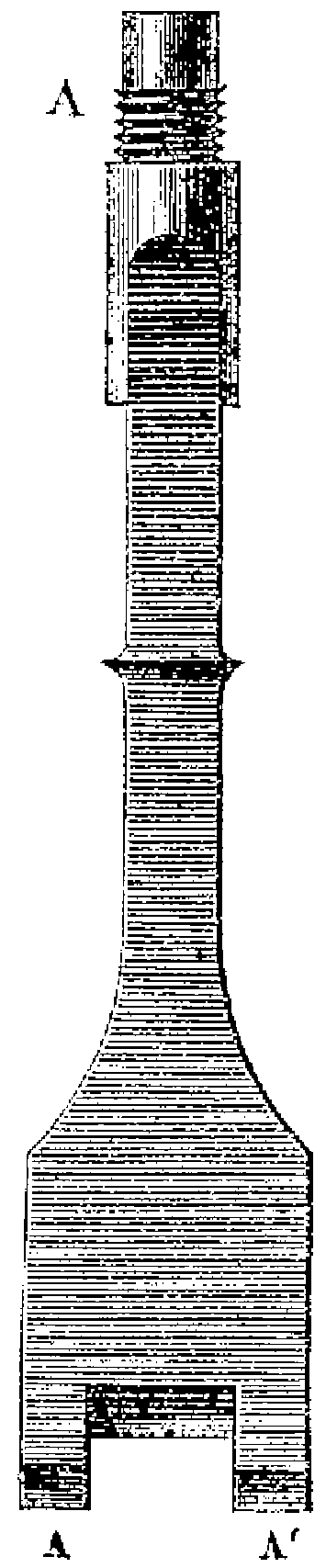
Trépan à oreilles doubles. Figuier, "Les Merveilles de la science", 1867-1891, Tome 4